# آرثر جي. فراولي
آرثر جي. فراولي هو سياسي أمريكي، ولد في 1899، وتوفي في 1 نوفمبر 1969.